# Rendement d'un moteur à explosion
Le rendement d’un moteur « à combustion interne » est le rapport de la puissance mécanique restituée à la puissance thermique fournie par le carburant. Ce rendement est toujours majoré par le rendement de Carnot, et ce dernier varie avec l'écart de température. Les rendements des moteurs à explosion peuvent donc être différents selon les types d'applications et de carburants considérés. Par exemple, les meilleurs moteurs de série pour usage automobile ont des rendements pouvant atteindre 36 % pour un moteur à essence à allumage commandé et 42 % pour un moteur diesel, tandis que les meilleurs moteurs industriels à fioul lourd peuvent avoisiner 50 %.

## Rendement maximal
Les meilleurs rendements de moteurs à explosion sont obtenus sur des moteurs industriels Diesel brûlant du fioul lourd destinés aux bateaux ou aux centrales électriques. Leur rendement est proche de 50 %,. Ces moteurs de grande puissance (de 7 500  à   90 000 kW) sont des moteurs deux temps à longue course (plus de deux fois le diamètre du piston), équipés de turbocompresseurs délivrant des pressions de suralimentation de plusieurs bars. 
Leurs bielles n’actionnent pas directement les pistons, mais des coulisseaux, ce qui fait que les pistons ne reçoivent aucune poussée latérale et s’usent très peu. La durée de vie de ce genre de moteur dépasse les 50 ans. Ces moteurs tournant très lentement sont très hauts à cause des coulisseaux. Pour un moteur de 90 mégawatts, la vitesse de rotation va de 65 à 100 tours par minute et permet l'entraînement direct d'une hélice sans réducteur, ce qui permet de minimiser les frottements, de réduire l'entretien et d’améliorer le rendement. La hauteur dépasse 17 mètres (six étages), la masse est de plus de 2 000 tonnes et le diamètre des cylindres est d'environ 1 m. 
Ces moteurs ont souvent des lumières d'admission et une soupape d'échappement. Afin d'atteindre de tels rendements, une partie de l'énergie des gaz d'échappement est récupérée par les turbocompresseur et, des turbo-alternateurs, énergie restituée à la ligne d'arbre grâce à des machines synchrones.

## Moteur pour automobile
Les meilleurs moteurs de série pour usage automobile ont des rendements pouvant atteindre, dans des conditions optimales, 36 % pour un moteur à essence à allumage commandé et 42 % pour un moteur Diesel à rampe commune haute pression.
Ces valeurs dépendent cependant fortement du point de fonctionnement du moteur et correspondent à un fonctionnement en charge élevée. Pour un usage automobile, l'utilisation courante demande aux moteurs des variations rapides dans une large plage de régimes et de puissances. Les moteurs fonctionnent donc souvent loin de leur point de fonctionnement idéal. « En règle générale, les véhicules automobiles sont utilisés sur de petits parcours en agglomération, ce qui se traduit finalement par une sollicitation des moteurs à faibles charges. Dans ces conditions, le rendement se trouve dégradé avec des valeurs n'atteignant que 15 %. »[source secondaire nécessaire]
Il est possible d'améliorer le rendement des moteurs à combustion en créant des moteurs dont le rendement aux diverses charges est amélioré ou d'optimiser son fonctionnement dans une plage assez étroite, mais nécessitant une transmission adaptée (par exemple HSD). De nombreuses solutions en cours d’études depuis parfois des décennies, sont abordées plus loin.

## À quoi sont dues les pertes dans un moteur?
Une première et importante limitation est fixée par la physique elle-même, en application du deuxième principe de la thermodynamique, qui, même dans un cas parfait (cycle réversible, sans friction, sans fuite, etc.), fixe une limite de rendement {\displaystyle \eta =1-{\frac {T_{\text{F}}}{T_{\text{C}}}}} où {\displaystyle T_{\text{F}}} et {\displaystyle T_{\text{C}}} sont la température absolue de respectivement la source froide et la source chaude. En pratique la source froide la plus courante est in fine (parfois par l'intermédiaire d'un réservoir d'eau) l'atmosphère, à une température de l'ordre de 300 K, tandis que la température chaude est limitée par les caractéristiques des matériaux dont sont faits les moteurs.
S'y ajoutent les imperfections des systèmes réels :
- cycle thermodynamique qui ne fonctionne pas en mode réversible, une partie de la chaleur fuitant alors directement de la source chaude vers la source froide sans produire aucun travail en se perdant dans les gaz d’échappement (voir cycle de Carnot)
- besoins en énergie des systèmes annexes nécessaires au fonctionnement du moteur (pompes d’injection, pompe à eau, ventilateur, alternateur...), et pertes dans ces systèmes.
- pertes liées au refroidissement du moteur, nécessaire pour le maintenir à une température que peuvent supporter ses éléments.
- pertes par frottement :
  - des pistons dans les cylindres ;
  - dans l’embiellage et sur l'axe du vilebrequin ;
  - au niveau de la distribution (arbre à cames notamment) ;
  - des gaz à l’admission et à l’échappement
- imperfection de la combustion : carburant imbrûlé (rejeté dans les gaz d'échappement), réactions chimiques parasites (ne contribuant pas autant que possible à l'augmentation de la pression motrice des gaz dans le piston), etc.

Toutes ces pertes se transforment en chaleur perdue, en composés chimiques non désirés (voire polluants ou agressifs pour le moteur) et en travail physique nuisible qui produit l'usure du moteur, rendant nécessaire le remplacement de pièces.
il faut également considérer des pertes non lié au moteur, mais au système en aval qu'il entraîne, dont les besoins peuvent être inférieurs à la puissance fournie par le moteur (la différence étant alors perdue).

## Comment lutter contre les pertes?

### Du cycle thermodynamique
- En augmentant le taux de compression, les limites étant l’auto-allumage pour les moteurs à allumage commandé. La température de fonctionnement augmente avec le taux de compression. Une suralimentation avec un compresseur mécanique ou un turbocompresseur permet d'améliorer le rendement notamment du fait qu'on peut refroidir les gaz admis en cours de compression, ce qui réduit la consommation d'énergie mécanique inhérente au cycle thermodynamique (pour les moteurs à allumage commandé, l’auto-allumage limite toujours la pression maximale admissible).
- En étant toujours à la compression maximale avec un moteur à auto-allumage (HCCI), solution difficile à contrôler.
- En augmentant la course de détente, de façon à récupérer un maximum de puissance mécanique. Hormis les solutions mécaniques, on peut utiliser le cycle d'Atkinson, qui est défini par une course de compression plus courte que la course de détente, en retardant la fermeture de la soupape d’admission par exemple.

### Du refroidissement du moteur
- En isolant thermiquement certaines pièces, par exemple avec de la céramique (tête de piston, culasse et même cylindre), ce qui pose des problèmes de prix, de fissuration et d’usure. Utilisé principalement en compétition (où le coût et la maintenabilité ne sont pas des critères prépondérants).
- En utilisant des moteurs à pistons opposés, supprimant totalement les pertes thermiques des culasses, puisqu'il n'y en a plus.

### De l’ensemble des frottements
- Avec un cycle à deux temps, car il y a moins de tours par cycle moteur (mais d'autres problèmes se posent alors : combustion de l’huile de lubrification, perte d'une partie du carburant directement dans l’échappement, etc.) ;
- en augmentant la taille du moteur (la puissance étant fonction du volume, cube de la dimension, alors que les frottements sont fonction des surfaces, carré de la dimension, une plus grande taille réduit proportionnellement le ratio des pertes par frottement sur la puissance)
- en diminuant les efforts de frottement, soit en diminuant les efforts entre les pièces par une plus grande précision dimensionnelle (pièces mieux appairées avec des jeux mieux maîtrisés), soit en diminuant les coefficients de frottements :
  - par modification des pièces : meilleurs états de surface (pièces plus lisses), traitement de surface (thermique ou chimique, exemple : nitruration), modification du design des pièces afin de limiter les surfaces de contact ;
  - par une meilleure lubrification, en modifiant le fluide lubrifiant : des huiles possédant de meilleures propriétés ou en tentant de lubrifier avec du gaz (jamais déployé au niveau industriel) ; ou en modifiant le circuit de lubrification.

#### Des frottements piston/cylindre
- En prévoyant des systèmes de coulisseaux (moteurs industriels fixes) ou des transformations de mouvement à came annulant les efforts latéraux.
- En ajustant la géométrie des cylindres (plus la course du piston est longue plus la surface de frottement est importante)

#### Des frottements bielles et vilebrequin
- En modifiant la technologie des paliers par exemple en remplaçant les paliers lisses par des roulements à billes (existe sur les moteurs de motos et sur quelques bi-cylindres automobile) ce qui peut poser des problèmes de tenue dans le temps et de maintenabilité.

#### Des frottements de distribution
En utilisant des commandes de soupape électriques, pneumatiques ou hydrauliques, au contrôle délicat[réf. nécessaire].

## Amélioration du rendement des moteurs

### À charge intermédiaire
La plus grosse difficulté dans certains usages et en particulier pour l'automobile est la baisse importante du rendement aux charges intermédiaires. La tendance à l'augmentation de puissance des moteurs pour améliorer le confort de conduite fait aussi que les moteurs sont utilisés à des charges de plus en plus faibles, ce qui aggrave la situation. Il est donc souhaitable de chercher à améliorer le rendement aux charges intermédiaires.

#### Les moteurs à désactivation d’une partie des cylindres
Dans ces moteurs, les soupapes cessent de fonctionner sur certains cylindres quand la demande est faible. Les cylindres restants fonctionnent alors à plus forte charge, donc à meilleur rendement. Le système mécanique en devient plus complexe et les cylindres désactivés continuent de générer des pertes par frottement, seules les pertes dues à la compression dans les cylindres concernés étant supprimées,,,. La gestion de l’équilibre thermique du moteur est délicate. Cela s’utilise sur des voitures de haut de gamme de forte cylindrée, généralement à plusieurs rangées de cylindres.

#### Les moteurs à compression variable (VCR)
Par des systèmes mécaniques, on peut adapter la compression suivant la charge du moteur. La majorité des systèmes utilisés comportent des déplacements de parties importantes du moteur, ce qui crée des contraintes mécaniques ou de transmission. Une des exceptions est le moteur MCE-5, dont le bloc moteur reste d’un seul tenant. Ce moteur est proche de l’industrialisation[réf. nécessaire].
La compression variable faciliterait la réalisation d'un moteur HCCI.

#### Les soupapes à levée variable
Il existe des systèmes de levée variables mécaniques (tel que le système V-TEC chez Honda) ou d'autres sans arbres à cames à commande pneumatique, hydraulique ou électrique, dits camless.
On peut faire varier le remplissage du cylindre en utilisant le cycle d'Atkinson, améliorant le rendement à charge partielle. On modifie aussi les avances et retard d’ouverture en temps réel en fonction des paramètres instantanés du moteur. L’un des objectifs est notamment de ne plus avoir de papillon d’admission, limitant ainsi les pertes d’écoulement. Ceci faciliterait aussi la réalisation d'un moteur HCCI.
Avec les soupapes électriques, en plus de la levée variable, on diminue les pertes de la distribution car la consommation électrique pour la levée des soupapes demande moins de puissance qu’un arbre à cames traditionnel. Les soupapes à levée pneumatique sont utilisées sur certains moteurs de camions.

#### Arrêter le moteur quand il ne sert pas
Le service pour le transport implique des arrêts qui peuvent être fréquents en usage urbain. A l'arrêt, la consommation du moteur est une perte pure et on peut économiser la consommation de ralenti simplement en arrêtant le moteur et en le redémarrant quand nécessaire.

### Amélioration globale

#### Les embiellages à roulements à aiguille
Les paliers à aiguille ont moins de frottement que les paliers lisses, mais les bielles ne sont pas démontables et il faut assembler le vilebrequin et les bielles ensemble. Ce n’est pas adapté pour des manetons de gros diamètre. Les bielles étant plus légères, ceci facilite aussi les régimes rapides.
C’est une technologie courante en moteur moto. L’une des rares applications en automobile a été le moteur des Panhard des années 1950 et 1960, qui comportait deux cylindres à plat.

#### Les pistons sans efforts latéraux
Le moteur Revetec propose un système remplaçant le système bielle/vilebrequin par une double came annulant totalement les efforts latéraux. Les pistons étant entraînés par des roulements roulant sur la came, il y a aussi un gain sur la transformation du mouvement linéaire en mouvement rotatif car il n’y a pas de paliers lisses. Le rendement maximum du dernier prototype atteint 38 % pour un moteur à allumage dont la distribution et les culasses sont relativement primitives. Ce moteur en est à sa deuxième génération de prototypes.
Le moteur MCE-5, dont l’objectif principal est d’être un moteur à compression variable, offre comme avantage complémentaire l’annulation des efforts latéraux sur les pistons par un système d’engrenage oscillant. Il comporte un vilebrequin et des bielles. 

#### La récupération de l’énergie d’échappement avec une turbine
Les turbocompresseurs utilisent l’énergie de l’échappement pour comprimer les gaz d’admission.
Il est aussi possible de coupler la turbine à l’arbre de transmission de façon à récupérer une partie de la puissance (moteurs turbo-compound). Le train de réduction est complexe et ceci ne fonctionne correctement que pour une plage de puissance limitée. Cette solution a été développée sur des moteurs d’avions à la fin des années 1940 et est utilisée actuellement sur des moteurs de camion Detroit Diesel et Scania et Volvo (depuis 2017).

#### La récupération de l’énergie de refroidissement
Le moteur Crower à six temps récupère la chaleur de refroidissement par injection d’eau dans le cylindre, ce qui crée un cycle moteur complémentaire à vapeur en plus du cycle à explosion. Il n’y a pratiquement pas de données sur les prototypes existants et le développement semble arrêté (voir Moteur à eau).
Le moteur Bajulaz à six temps récupère la chaleur de refroidissement d'une chambre de combustion qui est séparée du cylindre. Cette chaleur est utilisée pour préchauffer de l'air dont l'expansion sera utilisée lors d'un cinquième temps. 
Le moteur Velozeta récupère la chaleur de refroidissement et d'échappement par injection directe d'air dans le cylindre lors de l'échappement. Il présente l'avantage additionnel de diminuer la pollution du fait d'un meilleur balayage du cylindre.
Le moteur thermique à récupération d'énergie couple un moteur Ericsson à combustion externe à un moteur thermique classique. La liaison entre les deux systèmes est réalisée par un piston multifonctions. Il est espéré un rendement global de 65 %.

#### Les moteurs à deux temps
Les moteurs deux temps ne se distinguent pas des moteurs à quatre temps sur la plupart des questions vues plus hauts (qualité du cycle thermodynamique, refroidssement, etc.). Ils ont un modeste avantage en termes de frottement du fait qu'ils ont deux moments moteurs là où un moteur à quatre temps qui n'en a qu'un pour les mêmes déplacements. Ils ont deux soucis spécifiques, avec chacun leurs solutions, mais qui ne sont pas adaptées à des petits moteurs simples :
- dans le cas d'un prémélange air/combustible, une partie de ce mélange part directement dans l'échappement sans être brûlé lors de la phase de balayage, ce qui représente une perte et une importante source de pollution. L'injection directe dans le cylindre est une solution définitive, du fait que le balayage n'utilise alors que de l'air ne contenant pas de combustible, donc ces perte et pollution disparaissent.
- toute l'énergie de détente n'est pas utilisée car la détente est interrompue pour permettre le balayage des gaz d'échappement. Ceci peut être amélioré par divers moyens :
  - avec une vanne installée dans l'échappement, qui freine l'échappement et permet de récupérer une petite partie de l'énergie de détente résiduelle ;
  - avec un turbocompresseur, le balayage étant amélioré par la pression du turbo, ce qui permet de réduire sa durée ;
  - en ayant une course plus longue, ce qui allonge la durée du balayage ou permet une plus forte détente pour un même balayage ;
- le balayage des gaz d'échappement par des gaz neufs consomme une énergie de pompage. Celle ci peut être réduite en installant une soupape d'admission, ce qui fait que le balayage ne se fait plus par le carter mais directement par un canal d'admission.

Par suite, selon qu'ils sont dotés ou non de ces améliorations, les moteurs deux temps montreront les pires rendements ou les meilleurs par rapport aux quatre temps. 
Les moteurs diesels industriels ayant actuellement les meilleurs rendements sont des moteurs deux temps lents, à très forte turbo-compression, très longue course et une soupape d'admission[réf. souhaitée]. 
Les essais de moteurs deux temps à injection directe pour usage automobile ont donné des résultats intéressants pour le rendement, mais les problèmes de pollution liés à l'entraînement d'huile par le balayage par le carter n'ont pas permis de respecter les réglementations anti-pollution actuelles[réf. souhaitée].

#### Combiner diverses solutions
Certaines des solutions exposées ci-dessus sont combinables, les effets de ces combinaisons étant plus ou moins cumulatifs. Par exemple, un moteur Revetec à faibles frottements bénéficierait pleinement d’un système de soupapes à levées variables. La combinaison d’un moteur à compression variable et de soupapes à levée variable est positive, mais les avantages ne s’additionnent pas complètement[réf. souhaitée].